# 2016년 당양시 폭발 사고
2016년 8월 11일, 중국 후베이성 당양 시에서 폭발 사고가 발생하였다. 마뎬맥석발전회사가 운영하는 화력발전소에서 일어난 사고로, 적어도 21명이 사망하였다.